# Round Hill (Heard)
Der Round Hill ist ein 380 m hoher, runder und eisfreier Hügel auf der Insel Heard im südlichen Indischen Ozean. Er ragt südlich des Fairchild Beach zwischen dem Compton-Gletscher und dem Brown-Gletscher auf.
Teilnehmer der britischen Challenger-Expedition (1872–1876) nahmen 1874 eine grobe Kartierung vor. 1948 wurde er von Wissenschaftlern der Australian National Antarctic Research Expeditions vermessen und deskriptiv benannt.